# Rastenberg
Rastenberg là một đô thị huyện Sömmerda, trong bang Thüringen, nước Đức. Đô thị này có diện tích 35,42 km², dân số thời điểm 31 tháng 12 năm 2006 là 2780 người. Rastemberg có cự ly 22 km về phía đông Sömmerda, 23 km về phía đông bắc Weimar.